# Ploča (miasto Loznica)
Ploča (cyr. Плоча) – wieś w Serbii, w okręgu maczwańskim, w mieście Loznica. W 2011 roku liczyła 937 mieszkańców.